# Max Funke (Autor)
Max Funke (* 14. März 1879; † 18. September 1943) war ein deutscher Autor, der Anfang des 20. Jahrhunderts durch eine antifeministische Schrift bekannt wurde.
In seiner 1910 erschienenen Schrift Sind Weiber Menschen? Mulieres homines non sunt berief sich Funke unter anderem auf den biblischen Schöpfungsbericht und auf die Philosophie des Aristoteles, um den Nachweis zu führen, dass die Frau nicht als vollwertiger Mensch, sondern als dem Mann unterlegen zu betrachten sei. In Anknüpfung an die neuere Evolutionstheorie vertrat er zudem die Auffassung, dass die Frau aufgrund ihres geringeren Schädelvolumens evolutionsgeschichtlich als „missing link“, als Bindeglied zwischen Mensch und Menschaffen, einzustufen und ihr die Stellung eines „Halbmenschen“ zuzuweisen sei. Dies macht Funke bis heute zu einem immer wieder zitierten Autor des Antifeminismus.

## Schriften
- Die Insel Sachalin: eine ethno-geographische Studie. Angewandte Geographie, Serie 2, Heft 12. Gebauer-Schwetschke, Halle (Saale) 1906.
- Sind Weiber Menschen?: Mulieres homines non sunt. Studien und Darlegungen auf Grund wissenschaftlicher Quellen. Marhold, Halle (Saale) 1910. 2. Auflage Spies, Baden-Baden 1911.